# Bengtsfors

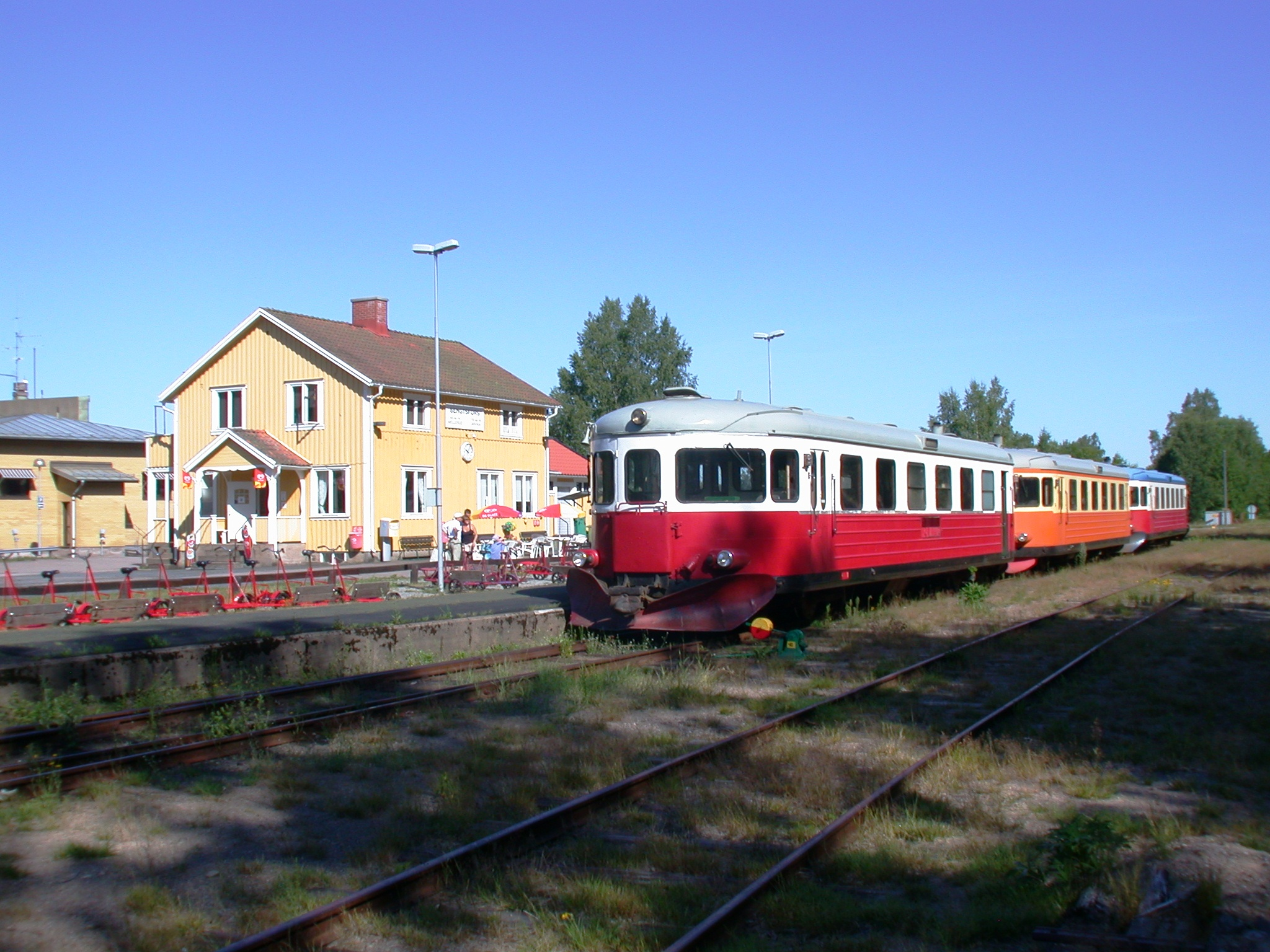
Bahnhof von Bengtsfors

Bengtsfors ist ein Ort (tätort) in der schwedischen Provinz Västra Götalands län und der historischen Provinz Dalsland. Er ist zugleich Hauptort der gleichnamigen Gemeinde.
Der Ort liegt zwischen den beiden Seen Lelång und Bengtsbrohöljen, die hier durch eine Schleuse verbunden sind und einen Teil des Dalsland-Kanals bilden. 1895 wurde Bengtfors an die Bahnstrecke der Lelångenbanan angeschlossen, auf der der reguläre Verkehr 1960 wieder eingestellt wurde.

## Sehenswürdigkeiten

### Gammelgården
Der Gammelgården ist das größte Freilichtmuseum im westlichen Schweden. In ihm befinden sich ca. 17 landschaftstypische historische Gebäude.

### Halmens Hus
Das Halmens Hus (dt. Haus des Strohs) ist das ehemalige Zentrum und heutiges Museum des Strohflechterhandwerks. Es liegt unmittelbar neben Gammelgården.

## Verkehr

### Dal Västra Värmlands Järnväg
Bengtsfors ist von Mellerud aus heutiger Endpunkt der ehemaligen Bahnstrecke Mellerud–Arvika. Zwischen Mellerud und Bengtsfors verkehrt im Sommer zweimal täglich ein Schienenbus mit Anschluss an die Passagierboote auf dem Dalsland-Kanal. Die etwa 50 Kilometer lange Strecke zwischen Bengtsfors und Årjäng kann mit Fahrrad-Draisinen befahren werden.